# Greenwoodia
Greenwoodia là một chi thực vật có hoa trong họ, Orchidaceae.